# 맷 시블리
맷 샤이블리(Matt Shively, 영어 발음: /ˈʃaɪvli/, 1990년 9월 15일 ~ )는 미국의 배우이다.

## 출연 작품

### 영화
- Barrio Tales (2012)
- 눕즈 (2012, Noobz)
- 파라노말 액티비티 4 (2012)
- 워킹데드: 핫 바디 (2013, April Apocalypse)
- 잃어버린 왕국의 비밀 (2013)
- Feels So Good (2013)
- 완벽남의 조건 (2014)
- 마라가 큰 결정을 해야 해 (2019)

### 텔레비전
- 트루 잭슨 (2008-11)
- 더 리얼 오닐스 (2016-17)